# 5288 Nankichi
5288 Nankichi (1989 XD) là một tiểu hành tinh vành đai chính được phát hiện ngày 3 tháng 12 năm 1989 bởi Mizuno và Furuta ở Kani.